# Olof III di Svezia

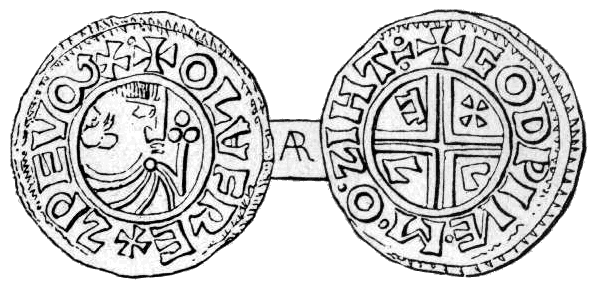
Moneta di Olof Skötkonung coniata a Sigtuna.

Olof III (I) Skötkonung (in norreno occidentale Óláfr sænski e in svedese antico Olawær skotkonongær) (980 circa – 1022), figlio di Eric il Vittorioso e di Sigrid la Superba, successe al padre nel 995 sul trono di Svezia.

## Vita
Stando alle saghe nordiche il padre di Olof, Eric il Vittorioso, regnò insieme al fratello Olof Björnsson. Quando quest'ultimo morì Olof proclamò come co-reggente il cugino Styrbjörn Starke. Ciò accadde poco prima che Olof nascesse. Alla morte del padre ereditò il trono della Svezia, di cui divenne il solo sovrano.
In seguito il re Swen Barbaforcuta si riprese la Danimarca, che era stata conquistata dal padre Eric. Olof perse anche il diritto ai tributi che il suo predecessore riceveva dai popoli delle terre che oggi sono l'Estonia e la Lettonia.
Nel 1000 si alleò però con re Sweyn Barbaforcuta, che aveva sposato la madre di Olof, e con i jarl norvegesi di Eiríkr Hákonarson e Sven contro il re di Norvegia Olaf Tryggvason, che fu sconfitto e ucciso nella battaglia di Svolder. Olof prese per sé una parte del Trøndelag e dell'odierna Bohuslän.
Quando Olaf II si riprese il trono di Norvegia scoppiò una nuova guerra con la Svezia e molti cercarono di fare trovare un accordo tra i due regni. Nel 1018 il cugino di Olof, l'earl di Västergötland Ragnvald Ulfsson e gli emissari norvegesi Björn Stallare e Hjalti Skeggiason giunsero all'assemblea di Uppsala per cercare di convincere il sovrano svedese ad accettare la pace e a sposare Ingegerd Olofsdotter, figlia del re norvegese.
Il sovrano svedese si adirò e minacciò di bandire Ragnvald dal regno, ma Ragnvald fu supportato dal padre adottivo Þorgnýr il Lögsögumaður. Alla fine Olof diede in sposa Ingegerd Olofsdotter a Jaroslav I il Saggio. Olof fu anche costretto ad accettare altri compromessi.
Sarebbe morto nell'inverno del 1021-1022 e sepolto nella Chiesa di Husaby. Secondo la leggenda fu martirizzato a Stoccolma dopo essersi rifiutato di sacrificare alle divinità pagane.
Viene venerato come santo dalla Chiesa cattolica. Lo skald islandese Óttarr svarti, che passò diverso tempo alla corte di Olof, compose il poema Óláfsdrápa sœnska che descrive le spedizioni militari di Olof. Altri skald al servizio di Olof furono Gunnlaugr ormstunga, Hrafn Önundarson e Gizurr svarti.

## Famiglia
Durante una spedizione nella Venedia catturò Edla, figlia di un capo locale, che darà in seguito alla luce Emund, futuro re di Svezia, e Astrid, in seguito moglie di Olaf II di Norvegia. Sposerà Estrid degli Obotriti, una cristiana che darà alla luce Anund Jacob e Ingegerd Olofsdotter.

## Monete
Nelle sue monete coniate a Sigtuna, nell'Uppland, Olof usò per sé il titolo REX.

## Religione
Fu battezzato forse dal missionario Sigfrido di Växjö attorno al 1008 e fu il primo sovrano svedese a rimanere cristiano fino alla morte. Adamo di Brema afferma che dato che gran parte dei suoi sudditi erano pagani, Olof fu costretto a limitare l'attività dei Cristiani alla provincia limitanea di Västergötland, già convertita.

## Ascendenza
|                        |           |                      | Genitori              |  |  | Nonni |  |  | Bisnonni       |  |  | Trisnonni     |  |
|                        |           |                      |                       |  |  |       |  |  | Erik Anundsson |  |  | Anund Uppsale |  |
|                        |           |                      |                       |  |  |       |  |  | Erik Anundsson |  |  | Anund Uppsale |  |
|                        |           | …                    |                       |  |  |       |  |  | Erik Anundsson |  |  |               |  |
| Björn III di Svezia    |           |                      |                       |  |  |       |  |  | Erik Anundsson |  |  |               |  |
|                        |           | …                    | …                     |  |  |       |  |  |                |  |  |               |  |
|                        |           | …                    | …                     |  |  |       |  |  |                |  |  |               |  |
|                        |           | …                    | …                     |  |  |       |  |  |                |  |  |               |  |
| Eric il Vittorioso     |           | …                    |                       |  |  |       |  |  |                |  |  |               |  |
|                        |           | …                    | …                     |  |  |       |  |  |                |  |  |               |  |
|                        |           | …                    | …                     |  |  |       |  |  |                |  |  |               |  |
|                        |           | …                    | …                     |  |  |       |  |  |                |  |  |               |  |
| …                      |           | …                    |                       |  |  |       |  |  |                |  |  |               |  |
|                        |           | …                    | …                     |  |  |       |  |  |                |  |  |               |  |
|                        |           | …                    | …                     |  |  |       |  |  |                |  |  |               |  |
|                        |           | …                    | …                     |  |  |       |  |  |                |  |  |               |  |
| Olof III di Svezia     |           | …                    |                       |  |  |       |  |  |                |  |  |               |  |
|                        | Siemomysł | Lestek               |                       |  |  |       |  |  |                |  |  |               |  |
|                        | Siemomysł | Lestek               |                       |  |  |       |  |  |                |  |  |               |  |
|                        | Siemomysł | …                    |                       |  |  |       |  |  |                |  |  |               |  |
| Miecislao I di Polonia | Siemomysł |                      |                       |  |  |       |  |  |                |  |  |               |  |
|                        |           | …                    | …                     |  |  |       |  |  |                |  |  |               |  |
|                        |           | …                    | …                     |  |  |       |  |  |                |  |  |               |  |
|                        |           | …                    | …                     |  |  |       |  |  |                |  |  |               |  |
| Sigrid la Superba      |           | …                    |                       |  |  |       |  |  |                |  |  |               |  |
|                        |           | Boleslao I di Boemia | Vratislao I di Boemia |  |  |       |  |  |                |  |  |               |  |
|                        |           | Boleslao I di Boemia | Vratislao I di Boemia |  |  |       |  |  |                |  |  |               |  |
|                        |           | Boleslao I di Boemia | Drahomira di Boemia   |  |  |       |  |  |                |  |  |               |  |
| Dubrawka               |           | Boleslao I di Boemia |                       |  |  |       |  |  |                |  |  |               |  |
|                        |           | Biagota              | …                     |  |  |       |  |  |                |  |  |               |  |
|                        |           | Biagota              | …                     |  |  |       |  |  |                |  |  |               |  |
|                        |           | Biagota              | …                     |  |  |       |  |  |                |  |  |               |  |
|                        |           | Biagota              |                       |  |  |       |  |  |                |  |  |               |  |